# 神戸市立竹の台小学校
神戸市立竹の台小学校（こうべしりつ たけのだいしょうがっこう）は、兵庫県神戸市西区竹の台二丁目にある公立小学校。

## 概要
2012年よりオーストラリア・キングストン小学校と姉妹校を結んでいる。

## 沿革
出典
- 1988年4月1日 - 開校。
- 1990年4月1日 - 神戸市立樫野台小学校を分離し、校区変更。

## 校区
出典
- 神戸市西区
  - 竹の台（1 - 6丁目）

## 校区周辺
- 神戸市立西神中学校（進学先中学校）
- 神戸市バス西神営業所

## 交通
- 神戸市営地下鉄西神・山手線 西神中央駅より

## 著名な卒業生
- 嶋洋平（ミュージシャン・アレンジャー）

## 校区が隣接している学校
- 神戸市立美賀多台小学校
- 神戸市立樫野台小学校
- 神戸市立櫨谷小学校
- 神戸市立糀台小学校